# MTV Hard Rock Live
MTV Hard Rock Live é o segundo álbum ao vivo da banda de rock canadense Simple Plan, gravado em 31 de maio de 2005 em Orlando, Florida, e lançado em CD e DVD em 4 de outubro do mesmo ano pela Lava/Atlantic Records.
Além das 13 faixas ao vivo, o álbum também conta com três faixas bônus: versões acústicas de "Crazy", "Welcome to My Life" e "Perfect". A versão japonesa do álbum inclui também uma versão ao vivo de "Promise". No Brasil, o álbum foi premiado pela ABPD com Disco de Ouro pelas mais de 25 mil cópias vendidas no país.

## Lista de faixas
1. Shut Up!
2. Jump
3. The Worst Day Ever
4. Addicted
5. Me Against the World
6. Crazy
7. God Must Hate Me
8. Thank You
9. Welcome to My Life
10. I'm Just a Kid
11. I'd Do Anything
12. Untitled (How Could This Happen to Me?)
13. Perfect
14. Crazy (versão acústica) (faixa bônus)
15. Welcome To My Life (versão acústica) (faixa bônus)
16. Perfect (versão acústica) (faixa bônus)
17. Promise (ao vivo) (faixa bônus da versão japonesa)